# 厦门市乐安中学
24°35′15″N 118°06′08″E / 24.58750°N 118.10222°E
厦门市乐安中学，建于1956年，是中华人民共和国福建省厦门市集美区的完全中学。

## 学校荣誉
2006年，福建省三级达标高中
2012年，福建省二级达标高中
2017年，福建省体育传统项目特色学校